# Чарлз Крічтон (яхтсмен)
Чарлз Крічтон (англ. Charles Crichton, 7 липня 1872 — 8 листопада 1958) — британський яхтсмен.
Олімпійський чемпіон 1908 року в класі 6 метрів.